# Tony Rominger
Tony Rominger (* 27. března 1961 Vojens) je bývalý švýcarský cyklista, známý jako specialista na časovky. V profesionálním pelotonu byl známý svým uvážlivým a skromným vystupováním, což mu vyneslo přezdívku Myš.

## Závodní kariéra
Jeho matka byla Dánka a otec Švýcar, narodil se v Dánsku a vyrůstal ve Švýcarsku. Pracoval jako účetní, profesionální cyklistice se začal věnovat až v roce 1985. Vyhrál Giro dell'Emilia 1988, Tirreno–Adriatico 1989 a 1990, Giro di Lombardia 1989 a 1992, Paříž–Nice 1991 a 1994, Grand Prix des Nations 1991 a 1994, Tour de Romandie 1991 a 1995, Vuelta a España 1992, 1993 a 1994 a Giro d'Italia 1995. Na Tour de France dosáhl největšího úspěchu v roce 1993, kdy získal puntíkovaný trikot a byl druhý v celkové klasifikaci; v časovce jednotlivců porazil Miguela Induraina, ale o vítězství ho připravil slabší výkon týmových kolegů v časovce družstev. Na Letních olympijských hrách 1996 obsadil páté místo v časovce jednotlivců. Dvakrát překonal světový rekord v hodinovce. V letech 1989, 1992, 1993 a 1994 byl vyhlášen švýcarským sportovcem roku, v roce 1994 mu byla udělena cena Vélo d'Or. Po ukončení aktivní kariéry působí jako cyklistický manažer a komentátor, jeho manželkou byla zpěvačka Francine Jordi.